# 高斯-若爾當消元法
，是數學中的一種算法，也是高斯消元法的另一個版本。它在線性代數中用於求出線性方程組的解，其方法與高斯消去法相同。而兩者之間的唯一相異之處就是這種算法所產生的矩陣是一個简化型阶梯形矩阵，而不是高斯消元法中的阶梯形矩阵。相比高斯消元法而言，此算法的效率較低，但好处在于可將方程組的解用矩陣一次性地表示出來。

## 歷史
這種方法最早記載于中國的《九章算術》的方程章，它的應用被展示在十八個問題之中，各具兩個至五個方程。
在歐洲，牛頓最先發現了這種方法。在1670年，牛頓寫道他所知曉的所有代數教科書都缺少同時求解方程組的方法，而他隨後補充了這一部分。在牛頓離開學術生涯很久以後，劍橋大學才在1707年最終以《廣義算數(Arithmetica Univeralis)》的標題出版了他的筆記。這些筆記被廣泛複製，最終使得（現今所稱的）高斯消元法在18世紀末成爲了代數課本的標準課程。高斯于1810年發明了一種用於對稱消元的記法，這種記法被手算員們廣泛應用于解決正常方程的最小二乘問題。這種教授於高中的算法由於對歷史的混淆才在1950年代被以高斯命名。
一些作者用“高斯消元法”指代消元到階梯形矩陣之前的過程，而用“高斯-若爾當消元法”指代消元到簡約階梯形矩陣的過程。1888年，德國數學家若爾當發現了這種高斯消元法的變體。然而，相同的方法也出現在Clasen在同年出版的文章中。若爾當與Clasen有可能是各自獨立地發現了高斯-若爾當消元法。

## 外部連結
- Matlab語言的高斯－若爾當消元法(英文)
- Python語言的高斯－若爾當消去法(英文) （页面存档备份，存于）
- Gauss-Jordan Elimination Calculator (英文) （页面存档备份，存于）